# Сай (Наруто)
Сай (яп. サイ Сай) — герой манґа- і аніме-серіалу «Naruto», створеного і намальованого мангака Масаші Кішімото, хлопець із команди Ямато, яка складається з нього, Наруто Узумакі, Сакури Харуно та сенсея Ямато.
Сай — ніндзя, який у II частині аніме замінив Саске. Спершу він може відштовхувати через власний характер, однак згодом, дізнавшись про його минуле, глядач проймається до хлопця співчуттям.

## Характер
Сай — людина холодна і флегматична, практично не має почуттів, а якщо й має, то надзвичайно ретельно їх приховує. Сам Сай каже, що в нього «відсутні будь-які почуття». Це сталося через травму дитинства Сая, яка змінила хлопця. Через це з ним дуже важко спілкуватися, він не розуміє найменших сентиментальних вчинків, дивуючись і висміюючи їх.
Також Сай — людина, яка говорить те, що думає, однак згодом він перестає це робити. Натомість, він завжди має сформоване враження про людину, до того ж, найнижчої думки, і загалом, ставиться до більшості людей як до непотрібних істот. Через це Сай часто конфліктує із оточенням, адже його безглузді глузливі репліки гостро ранять гідність людей.
Сай не може втриматися, щоби когось не висміяти, це його улюблене заняття. Звичка Сая — вказувати людям на їхні недоліки, ображати і принижувати. Через це під час перших появ у аніме він не подобається більшості глядачів.
Улюблене заняття Сая — малювати. У нього є до цього талант. Сай багато малює, однак ніколи не дає назви своїм роботам. З малюванням пов'язані і його техніки ніндзя.
Однак згодом, під впливом Наруто і близького оточення, Сай починає змінюватися. Він по новому дивиться на світ і оточення й перестає так зациклюватися на недоліках інших. З ним стає легше спілкуватися, і загалом, він стає приємнішою людиною
Сай — несправжнє ім'я хлопця, а кодове ім'я, дане йому Дандзьо для місій у команді Ямато. Справжнє його ім'я, як і більшість деталей його життя, залишаються невідомими.

## Стосунки між персонажами
Внаслідок кепського характеру, Саю було досить важко спілкуватися із людьми. Увійшовши у команду Ямато, Сай одразу ж назвав Сакуру Харуно потворною відьмою, чим спровокував її щиру неприязнь до себе. Сакура Харуно відверто демонструє свою нелюбов до хлопця, він відповідає їй тим же. Загалом, а початку через це у команді не було ніякого командного духу. Однак згодом їхні стосунки трохи покращуються, Сай перестає ображати Сакуру і вони миряться. Вона навіть помічає талант Сая до малювання, і звертає хлопцю увагу на це.
Сай спочатку мав дуже напружені стосунки з Наруто Узумакі, переважно через його ставлення до Сакури. Наруто постійно свариться з Саєм, а згодом навіть лізе з ним у бійку. Їхня взаємна неприязнь згодом поступово зникає, оскільки Сай змінюється і повністю вливається в новий колектив, ставши повноправним членом команди.
До решти Чунін Сай ставиться іронічно-гостро. Іно Яманака він називає красунею і захоплється її вродою, щоправда, невисокої думки про дівчину загалом. Так само він відноситься і до більшості членів команди Коноха 11.

## Перша частина

### Дитинство. Праця в «Корені» АНБУ
Сай не з'являється у І частині. Однак під час його появ у II частині дещо розказано із його життя до приєднання до команди Ямато, що за часом відбувалося під час І частини.
Із дитинства Сая відомо дуже небагато, тільки те, що він жив разом з братом, який був йому дуже дорогим. Згодом брат гине. Саме для нього Сай малює свою книжечку, в надії, що скоро її завершить.
Згодом Сай починає працювати в «Корені» — незалежному підрозділі АНБУ (оргіназіції, щось на зразок поліції чи стражів порядку), відомому своєю холодністю і фанатичною самопожертвою. Там Сай працює довгий час, а згодом він дістає таємну місію — втертися в довіру команди Ямато і згодом вбити Саске Учіха, проникнувши в лігво Орочімару і прикинувшись зрадником Конохи. Саме з цією метою Сай увійшов у нову команду Ямато.

## Друга частина

### Команда Ямато

Сай і Ямато. Сай тримає свій особливий сувій

Сай був направлений у команду Ямато, яка складалася з нього, Наруто Узумакі , Сакури Гаруно та їхнього сенсея Ямато. Сай був направлений не просто так, а з особливою місією.
Спершу через характер Сая в команді не було жодної злагоди. Сай відкрито зневажав Наруто і Сакуру, не звертаючи на них особливої уваги.
Однак згодом Сай дізнається більше про стосунки Наруто і Саске, особливо коли Наруто заявляє, що Саске для нього як брат. Згодом Сай дуже змінюється під впливом Наруто.
Через ці зміни, проникнувши у лігво Орочімару, Сай не вбиває Саске. Загалом, дивлячись на силу Саске, йому це навіть би не вдалося, однак головним є те, що Сай навіть не намагався це зробити, зрадивши «Корінь», однак не зрадивши товаришів по команді. Натомість, Сай вивідує нову інформацію про Орочімару.

### Техніки

Сай малює

Сай володіє дуже оригінальними техніками, які не використовував ще ніхто до нього. Всі вони основані на великому нахилу і таланту Сая до малювання.
Сай використовує спеціальні сувої, на яких він неймовірно швидко малює щось, що згодом, за допомогою використання чакри, оживає. Сай малює переважно тварин, які підкоряються йому. Для цього Саю також потрібні пензлик і фарби.(також спеціальні) Загалом, Сай майстер артистичних і мистецьких джютсу.
В бою Сай також використовує меч. Одна із створених ним тварин, що має форму птаха, здатна переносити Сая і возити його.